# Bologna Football Club 1909 1995-1996
Questa voce raccoglie le informazioni riguardanti il Bologna Football Club 1909 nelle competizioni ufficiali della stagione 1995-1996.

## Stagione
Con Ulivieri a mantenere la guida tecnica dopo la promozione in cadetteria, nell'autunno 1995 il Bologna si ritagliò una parte da outsider in coppa nazionale: prevalso ai rigori contro il Milan nei quarti di finale, il sodalizio petroniano — frattanto in corsa per agguantare la massima serie — contese vanamente il passaggio alla finalissima ad un'Atalanta il cui exploit risultò parimenti inatteso.

L'esultanza di Bosi e Bresciani (autore del gol-vittoria) in occasione della partita con il Chievo, valsa il ritorno in Serie A per i rossoblu.

La posizione di vetta con la quale i felsinei avevano svoltato al giro di boa, sia pur unitamente a Cesena e Pescara, si tramutò nella sesta piazza (accumulando un ritardo dalla capolista Verona pari a 8 lunghezze) a fine aprile: inanellando 18 punti su altrettanti disponibili dalla 33ª alla 38ª giornata, gli uomini di Ulivieri seppero comunque garantirsi il ritorno nella divisione superiore cogliendone l'aritmetica certezza alla penultima domenica per mezzo di un successo casalingo contro il Chievo.

## Divise e sponsor
Le maglie del Bologna per il campionato 1995-1996 sono a strisce verticali rossoblù. La divisa di riserva è bianca con larga fascia trasversale rossoblù. Lo sponsor è Carisbo.
| Casa | Trasferta | 1ª portiere |

## Organigramma societario
Area direttiva
- Presidente: Giuseppe Gazzoni Frascara

Area tecnica
- Direttore sportivo: Gabriele Oriali
- Allenatore: Renzo Ulivieri

## Rosa
| N. |                   | Ruolo | Calciatore                 |
| -- | ----------------- | ----- | -------------------------- |
| 1  | Italia (bandiera) | P     | Francesco Antonioli        |
| 2  | Italia (bandiera) | D     | Andrea Tarozzi             |
| 3  | Italia (bandiera) | D     | Michele Paramatti          |
| 4  | Italia (bandiera) | C     | Andrea Bergamo             |
| 5  | Italia (bandiera) | D     | Marco De Marchi (capitano) |
| 6  | Italia (bandiera) | C     | Cristiano Scapolo          |
| 7  | Italia (bandiera) | C     | Carlo Nervo                |
| 8  | Italia (bandiera) | C     | Fabian Valtolina           |
| 9  | Italia (bandiera) | C     | Roberto Savi               |
| 10 | Italia (bandiera) | A     | Giorgio Bresciani          |

| N. |                   | Ruolo | Calciatore           |
| -- | ----------------- | ----- | -------------------- |
| 11 | Italia (bandiera) | A     | Dario Morello        |
| 12 | Italia (bandiera) | P     | Fabio Marchioro      |
| 13 | Italia (bandiera) | D     | Stefano Lombardi     |
| 14 | Italia (bandiera) | C     | Davide Olivares      |
| 15 | Italia (bandiera) | D     | Rosario Pergolizzi   |
| 16 | Italia (bandiera) | D     | Stefano Torrisi      |
| 17 | Italia (bandiera) | C     | Giovanni Bosi        |
| 18 | Italia (bandiera) | C     | Cristiano Doni       |
| 20 | Italia (bandiera) | A     | Giovanni Cornacchini |

## Risultati

### Serie B

#### Girone di andata
| Arbitro: | Cardona (Reggio Calabria) |

|  |           |                              |
|  | Marcatori | 40’ G. Bresciani 88’ Scapolo |

| Arbitro: | Racalbuto (Gallarate) |

|                        |           |  |
| C. Lombardo 58’ (aut.) | Marcatori |  |

| Salerno 10 settembre 1995 3ª giornata | Salernitana          | 0 – 0 referto | Bologna | Stadio Arechi (17 295 spett.)\| Arbitro: \| Pairetto (Nichelino) \| |
| Arbitro:                              | Pairetto (Nichelino) |               |         |                                                                     |

| Arbitro: | De Prisco (Nocera Inferiore) |

|           |           |              |
| Nervo 15’ | Marcatori | 70’ Aglietti |

| Arbitro: | Stafoggia (Pesaro) |

|            |           |            |
| Baroni 32’ | Marcatori | 90+1’ Savi |

| Arbitro: | Serena (Bassano del Grappa) |

|                         |           |               |
| D. Morello 69’ Bosi 84’ | Marcatori | 74’ Carnevale |

| Arbitro: | Pellegrino (Barcellona Pozzo di Gotto) |

|           |           |                  |
| Fiori 84’ | Marcatori | 34’ G. Bresciani |

| Arbitro: | Braschi (Prato) |

|                |           |  |
| D. Morello 76’ | Marcatori |  |

| Arbitro: | Beschin (Legnago) |

|                    |           |  |
| Criniti 45’ (rig.) | Marcatori |  |

| Arbitro: | Borriello (Mantova) |

|           |           |                    |
| Nervo 87’ | Marcatori | 65’ Da. Pellegrini |

| Foggia 5 novembre 1995 11ª giornata | Foggia                      | 0 – 0 referto | Bologna | Stadio Pino Zaccheria (6 993 spett.)\| Arbitro: \| Cinciripini (Ascoli Piceno) \| |
| Arbitro:                            | Cinciripini (Ascoli Piceno) |               |         |                                                                                   |

| Arbitro: | Messina (Bergamo) |

|            |           |  |
| Strada 14’ | Marcatori |  |

| Arbitro: | Lana (Torino) |

|                  |           |                    |
| Vinti 79’ (aut.) | Marcatori | 35’ Di. Pellegrini |

| Arbitro: | Pairetto (Nichelino) |

|  |           |          |
|  | Marcatori | 9’ Nervo |

| Bologna 10 dicembre 1995 15ª giornata | Bologna            | 0 – 0 referto | Cesena | Stadio Renato Dall'Ara (17 410 spett.)\| Arbitro: \| Tombolini (Ancona) \| |
| Arbitro:                              | Tombolini (Ancona) |               |        |                                                                            |

| Arbitro: | Racalbuto (Gallarate) |

|                            |           |                 |
| Bettarini 24’ Brambati 53’ | Marcatori | 35’ Cornacchini |

| Bologna 23 dicembre 1995 17ª giornata | Bologna            | 0 – 0 referto | Palermo | Stadio Renato Dall'Ara (14 045 spett.)\| Arbitro: \| De Santis (Tivoli) \| |
| Arbitro:                              | De Santis (Tivoli) |               |         |                                                                            |

| Verona 7 gennaio 1996 18ª giornata | Chievo             | 0 – 0 referto | Bologna | Stadio Marcantonio Bentegodi (3 518 spett.)\| Arbitro: \| Tombolini (Ancona) \| |
| Arbitro:                           | Tombolini (Ancona) |               |         |                                                                                 |

| Arbitro: | Bonfrisco (Monza) |

|                                    |           |                    |
| Doni 24’ Monza 51’ (aut.) Bosi 71’ | Marcatori | 49’, 66’ Lucarelli |

#### Girone di ritorno
| Arbitro: | Messina (Bergamo) |

|                     |           |                |
| D. Morello 29’, 40’ | Marcatori | 17’ Pellizzaro |

| Arbitro: | Cesari (Genova) |

|                       |           |             |
| Allegri 76’ Negri 90’ | Marcatori | 12’ Scapolo |

| Bologna 4 febbraio 1996 22ª giornata | Bologna          | 0 – 0 referto | Salernitana | Stadio Renato Dall'Ara (13 737 spett.)\| Arbitro: \| Branzoni (Pavia) \| |
| Arbitro:                             | Branzoni (Pavia) |               |             |                                                                          |

| Arbitro: | Rosica (Roma) |

|  |           |                 |
|  | Marcatori | 21’ Cornacchini |

| Bologna 25 febbraio 1996 24ª giornata | Bologna              | 0 – 0 referto | Verona | Stadio Renato Dall'Ara (20 159 spett.)\| Arbitro: \| Farina (Novi Ligure) \| |
| Arbitro:                              | Farina (Novi Ligure) |               |        |                                                                              |

| Pescara 3 marzo 1996 25ª giornata | Pescara         | 0 – 0 referto | Bologna | Stadio Adriatico (9 663 spett.)\| Arbitro: \| Boggi (Salerno) \| |
| Arbitro:                          | Boggi (Salerno) |               |         |                                                                  |

| Arbitro: | Franceschini (Bari) |

|                |           |             |
| Cornacchini 9’ | Marcatori | 39’ Catelli |

| Arbitro: | Cardona (Reggio Calabria) |

|           |           |  |
| Lunini 5’ | Marcatori |  |

| Arbitro: | Dagnello (Trieste) |

|                                          |           |  |
| Doni 21’ Nervo 45’, 63’ G. Bresciani 80’ | Marcatori |  |

| Arbitro: | Bazzoli (Merano) |

|               |           |                |
| Zironelli 64’ | Marcatori | 17’ Pergolizzi |

| Arbitro: | Bolognino (Milano) |

|                            |           |  |
| D. Morello 23’ Scapolo 88’ | Marcatori |  |

| Bologna 20 aprile 1996 31ª giornata | Bologna             | 0 – 0 referto | Reggiana | Stadio Renato Dall'Ara (23 637 spett.)\| Arbitro: \| Ceccarini (Livorno) \| |
| Arbitro:                            | Ceccarini (Livorno) |               |          |                                                                             |

| Arbitro: | Cesari (Genova) |

|                      |           |             |
| Di. Pellegrini 90+2’ | Marcatori | 82’ Bergamo |

| Arbitro: | Trentalange (Torino) |

|                       |           |           |
| Nervo 48’ Scapolo 57’ | Marcatori | 90’ Nappi |

| Arbitro: | Braschi (Prato) |

|                   |           |                                           |
| Bizzarri 44’, 62’ | Marcatori | 21’ Scapolo 79’ Valtolina 86’ Cornacchini |

| Arbitro: | Boggi (Agropoli) |

|                                  |           |  |
| Scapolo 37’ (rig.) Valtolina 54’ | Marcatori |  |

| Arbitro: | Nicchi (Arezzo) |

|               |           |                       |
| Scarafoni 16’ | Marcatori | 6’ Paramatti 86’ Savi |

| Arbitro: | Messina (Bergamo) |

|                    |           |  |
| G. Bresciani 90+4’ | Marcatori |  |

| Arbitro: | Rossi (Ciampino) |

|  |           |                             |
|  | Marcatori | 26’ Savi 33’ Doni 51’ Nervo |

### Coppa Italia
| Arbitro: | Quartuccio (Torre Annunziata) |

|                             |           |  |
| D. Morello 16’ Olivares 68’ | Marcatori |  |

| Arbitro: | Nicchi (Arezzo) |

|                |           |  |
| D. Morello 53’ | Marcatori |  |

| Arbitro: | Pairetto (Nichelino) |

|                                            |           |  |
| G. Bresciani 38’, 57’ (rig.) Valtolina 48’ | Marcatori |  |

| Arbitro: | Ceccarini (Livorno) |

|                |           |          |
| D. Morello 52’ | Marcatori | 22’ Coco |

| Arbitro: | Bazzoli (Merano) |

|                                                           |                      |                                                                       |
| Savićević 90’ (rig.)                                      | Marcatori            | 76’ (aut.) Baresi                                                     |
| Eranio Albertini Maldini Boban Di Canio Weah Lentini Coco | Tiri di rigore 6 – 7 | Bosi Scapolo Paramatti Pergolizzi Bresciani Valtolina Morello Torrisi |

| Arbitro: | Nicchi (Arezzo) |

|                       |           |               |
| A. Paganin 50’ (aut.) | Marcatori | 84’ Valentini |

| Arbitro: | Stafoggia (Pesaro) |

|                |           |  |
| Vieri 31’, 90’ | Marcatori |  |

## Statistiche

### Statistiche di squadra
Statistiche aggiornate al 9 giugno 1996.
| Competizione | Punti | In casa | In casa | In casa | In casa | In casa | In casa | In trasferta | In trasferta | In trasferta | In trasferta | In trasferta | In trasferta | Totale | Totale | Totale | Totale | Totale | Totale | DR  |
| Competizione | Punti | G       | V       | N       | P       | Gf      | Gs      | G            | V            | N            | P            | Gf           | Gs           | G      | V      | N      | P      | Gf     | Gs     | DR  |
| ------------ | ----- | ------- | ------- | ------- | ------- | ------- | ------- | ------------ | ------------ | ------------ | ------------ | ------------ | ------------ | ------ | ------ | ------ | ------ | ------ | ------ | --- |
| Serie B      | 65    | 19      | 10      | 9       | 0       | 24      | 9       | 19           | 6            | 8            | 5            | 18           | 14           | 38     | 16     | 17     | 5      | 42     | 23     | +19 |
| Coppa Italia | -     | 5       | 3       | 2       | 0       | 8       | 2       | 2            | 1            | 0            | 1            | 1            | 3            | 7      | 4      | 2      | 1      | 9      | 5      | +4  |
| Totale       | -     | 24      | 13      | 11      | 0       | 32      | 11      | 21           | 7            | 8            | 6            | 19           | 17           | 45     | 20     | 19     | 6      | 51     | 28     | +23 |

### Andamento in campionato
| Giornata  | 1 | 2 | 3 | 4 | 5 | 6 | 7 | 8 | 9 | 10 | 11 | 12 | 13 | 14 | 15 | 16 | 17 | 18 | 19 | 20 | 21 | 22 | 23 | 24 | 25 | 26 | 27 | 28 | 29 | 30 | 31 | 32 | 33 | 34 | 35 | 36 | 37 | 38 |
| --------- | - | - | - | - | - | - | - | - | - | -- | -- | -- | -- | -- | -- | -- | -- | -- | -- | -- | -- | -- | -- | -- | -- | -- | -- | -- | -- | -- | -- | -- | -- | -- | -- | -- | -- | -- |
| Luogo     | T | C | T | C | T | C | T | C | T | C  | T  | T  | C  | T  | C  | T  | C  | T  | C  | C  | T  | C  | T  | C  | T  | C  | T  | C  | T  | C  | C  | T  | C  | T  | C  | T  | C  | T  |
| Risultato | V | V | N | N | N | V | N | V | P | N  | N  | P  | N  | V  | N  | P  | N  | N  | V  | V  | P  | N  | V  | N  | N  | N  | P  | V  | N  | V  | N  | N  | V  | V  | V  | V  | V  | V  |
| Posizione | 1 | 1 | 2 | 2 | 3 | 2 | 3 | 2 | 3 | 2  | 4  | 6  | 8  | 4  | 4  | 6  | 5  | 8  | 4  | 2  | 3  | 6  | 4  | 4  | 3  | 5  | 5  | 5  | 6  | 5  | 5  | 6  | 4  | 3  | 2  | 2  | 2  | 1  |

Legenda:

Luogo: C = Casa; T = Trasferta. Risultato: V = Vittoria; N = Pareggio; P = Sconfitta.